# National anarchist movement
Le National anarchist movement (en français: Mouvement national-anarchiste) est une organisation national-anarchiste présente aux États-Unis, au Royaume-Uni, en Australie et en Nouvelle-Zélande.
En Australie, le mouvement a fait parler de lui après que ses membres aient manifestés pour la Palestine en 2012.
Le NAM est considéré comme une organisation néofasciste par les anarchistes antinationalistes.